# Renault Primaquatre
Renault Primaquatre — легковий автомобіль, що виготовлявся компанією «Рено» у 1931 — 1941 рр. Останній автомобіль створений за життя Луї Рено (1877—1944).
Модель Primaquatre мала два покоління. У перше входили автомобілі з індексами KZ6 (1931), KZ8 (1932), KZ10 (1933), KZ11, KZ18 (1934), KZ24 (1935). У друге — ACL1 (1936), ACL2 (1937), BDF1 (1938), BDF2 (1939), BDS1 (1940), BDS2 (1941).
Вперше Renault Primaquatre представили 29 грудня 1930 р., як тип KZ6 (продовження серії KZ). Він комплектувався двигуном зробочим об'ємом 2120 см3 та максимальною потужністю 35 к.с. (26 кВт) при 2900 об/хв. Максимальна швидкість сягала 100 км/год (62 миль/год). Задні колеса приводились в рух через 3-ступеневу механічну коробку передач без синхронізаторів.
У січні 1936 р. з'явилось друге покоління, на яке встановлювали новий двигун з робочим об'ємом 2383 см3 та максимальною потужністю 48 к.с. (35 кВт) при 3200 об/хв. В наступні роки з'явились типи ACL2, BDF1, BDF2 та BDS1. До кінця 1937 р. впровадили механічний підсилювач гальм, прибрали одну з двох точок доступу до паливного баку. Однак виготовлялись автомобілі тільки до початку літа 1940 р., до вторгнення Німеччини у Францію.
Останнім став Primaquatre Sport (тип BDS2) обладнаний двигуном з робочим об'ємом 2,4 л та максимальною потужністю 56 к.с. Останнім вдосконаленням у 1940 р. було встановлення гальмівної системи Lockheed з гідравлічним приводом замість механічного (з тросовим приводом).